# Medicine Lake (Montana)
Medicine Lake – miasto w Stanach Zjednoczonych, w stanie Montana, w hrabstwie Sheridan.